# クラシックダイヤモンド
株式会社クラシックダイヤモンド（英: CLASSIC DIAMOND CO.,LTD.）は東京都台東区に本社を置くDE BEERS GROUP SIGHTHOLDERであるFinestar Jewellery & Diamonds Pvt. Ltd.のダイヤモンド卸売を事業とする外資系商社。1997年設立。インドスーラトに最新ダイヤモンド研磨工場を持つ。Excellent Diamonds Ltd(香港支店）、BELGIUM NY LLC（米国支社)、Classic Diam BVBA(ベルギー支社）、Classic Diam Middle East DMCC（ドバイ支社）。ナショナルブランドであるDia luceを運営する他、不動産賃貸、販売、仲介、管理を行っている。

## 関連企業
- Finestar Jewellery & Diamonds Pvt. Ltd.
- BELGIUM NY LLC
- Excellent Diamonds Ltd
- Classic Diam BVBA
- Classic Diam Middle East DMCC